# Brachionus sericus
Brachionus sericus is een raderdiertjessoort uit de familie Brachionidae. De wetenschappelijke naam van deze soort is voor het eerst geldig gepubliceerd in 1907 door Rousselet.